# Uncastillo (kommun)
Uncastillo är en kommun i Spanien.   Den ligger i provinsen Provincia de Zaragoza och regionen Aragonien, i den nordöstra delen av landet, 300 km nordost om huvudstaden Madrid. Antalet invånare är 731. Arean är 231 kvadratkilometer.
Terrängen i Uncastillo är huvudsakligen kuperad, men åt sydväst är den platt.